# Suzanne Charpy
Suzanne Charpy, née le 29 septembre 1909 dans le 11e arrondissement de Paris et morte le 30 juin 1982 à Léhon, est une responsable trotskiste et socialiste française.

## Biographie
Militante des jeunesses socialistes au début des années 1930, elle prend des positions très à gauche dans cette organisation et se retrouve dans la majorité de la fédération de la Seine qui est exclue lors du congrès national de 1935 des JS.
Elle participe alors à la création des Jeunesses socialistes révolutionnaires, de tendance trotskiste, auprès de Fred Zeller, et rejoint le Parti ouvrier internationaliste. Elle participe à l'implantation du mouvement trotskiste dans les usines, mais aussi beaucoup au développement de la presse du POI et des JSR, ce qui lui vaut des poursuites judiciaires.
Après l'exclusion de son compagnon, Roger Clair, elle est cependant marginalisée dans l'organisation, avant d'être suspendue en 1938. Elle fréquente alors les militants pivertistes du Parti socialiste ouvrier et paysan.
Pendant l'occupation, elle participe avec Jean Rous à la création de l'éphémère Mouvement national révolutionnaire, puis, à la Libération, adhère à la SFIO.
Sa préoccupation est alors essentiellement l'implantation du mouvement socialiste dans le milieu ouvrier. En 1946, elle publie une brochure intitulée "Prendrons-nous les usines ?", tandis qu'elle est, aux côtés de Georges Brutelle, chargée au sein de la direction nationale de la construction des groupes socialistes d'entreprises.
Soutenant la ligne alternative de Guy Mollet lors du 38e congrès de la SFIO, elle entre en 1946 au comité directeur du parti.
S'étant rapprochée de la tendance créée par Yves Dechezelles, elle n'est pas réélue au comité directeur en 1947. Elle refuse cependant de participer à la création de l'Action socialiste et révolutionnaire et reste à la SFIO, bien que ses candidatures au comité directeur soient régulièrement rejetées. Elle continue de militer à la coordination nationale des GSE au moins jusqu'en 1954.
Après cette date, elle ne semble plus avoir eu d'activité politique majeure. Elle aurait adhéré au Parti socialiste autonome en 1959.

## Source
- Charpy Suzanne, Marie, Dictionnaire biographique du mouvement ouvrier, 2008, notice de Jean-Michel Brabant et Gilles Morin